# Set dones
 Set dones  (original:7 Women) és una pel·lícula estatunidenca de John Ford, segons la novel·la 7 Women de Norah Lofts. Aquesta pel·lícula estrenada el 1966 és l'última dirigida per Ford que morí set anys més tard.
Ha estat doblada al català.

## Argument[2]
1935. La doctora Cartwright torna a la missió que dirigeix Agatha Andrews, a la frontera entre la Xina i Mongòlia. L'arribada d'aquesta dona amb idees molt lliures enterbolirà l'atmosfera.

## Repartiment
- Anne Bancroft: Dra. D.R. Cartwright
- Sue Lyon: Emma Clark
- Margaret Leighton: Agatha Andrews
- Flora Robson: Miss Binns
- Mildred Dunnock: Jane Argent
- Betty Field: Mrs. Florrie Pether
- Anna Lee: Mrs. Russell
- Eddie Albert: Charles Pether
- Mike Mazurki: Tunga Khan
- Woody Strode: Lean Warrior
- Jane Chang: Miss Ling
- Hans William Lee: Kim

## Al voltant de la pel·lícula
- Rodatge del 8 de febrer al 2 d'abril de 1965
- John Ford havia considerat de manera inicial com intèrprets Jennifer Jones i Katharine Hepburn, però el productor Bernard Smith va refusar aquesta tria. Va proposar Patricia Neal pel paper de la doctora D. R. Cartwright, però al cap de tres dies de rodatge, l'actriu va ser la víctima d'una successió d'atacs que van obligar a hospitalitzar-la en estat crític. Per amistat amb ella, Anne Bancroft va acceptar reemplaçar-la.
- Segons Patrick Brion, la pel·lícula va ser dirigida en un racó de l'estudi de la Metro-Goldwyn-Mayer, utilitzant accessoris de Cares d'orient[3]
- Cost de producció: 2.308.190 dòlars
- Recaptacions americanes: 433.075 dòlars
- Recaptacions fora d'Amèrica: 504.357 dòlars

## Comentaris i critiques
- Patrick Brion: "John Ford té setanta-dos anys quan roda Set dones, la seva última pel·lícula de ficció, una obra sorprenent i apassionant... La pel·lícula posseeix la bellesa pròpia del cinema mut i hom pot trobar cineastes com Frank Borzage. Amb aquest títol - Set dones - és una pel·lícula totalment anacrònica al Hollywood de 1966. Per al productor Bernard Smith, «la pel·lícula és l'estudi de la naturalesa fins i tot de la religió i de la sexualitat amagada de les dones en unes certes circumstàncies. No hi ha un paper masculí principal i serà la primera pel·lícula que farà Ford en tota la seva carrera principalment consagrada a les dones»... L'admirable última escena de la pel·lícula és al mateix temps l'última escena de ficció de la carrera de Ford, quaranta-nou anys després del seu començament. Vestida com una cortesana, la doctora Cartwright es reuneix amb a Tunga Khan i aboca verí a la tassa que li destina, després a la seva. Tunga Khan beu el verí i cau fulminat. La doctora Cartwright beu després. Les últimes paraules de la pel·lícula són la sorprenent frase de la doctora Cartwright a Tunga Khan: «So long, you bastard! ». Una manera fabulosa d'acabar una enlluernadora carrera!... Conegut per a les seves aventures virils, sobretot en els seus westerns, John Ford recorda d'un cop amb Set dones la immensitat del seu talent: lligat a la naturalesa humana, pot descriure tan ben un món de dones com un univers purament masculí i, de passada, torna a fer els ambients tancats que apareixen a les seves altres obres, des de Stagecoach a La Patrulla Perduda. Amb la imatge dels tons rutilants del Metrocolor, Set dones és una pel·lícula fulgurant i desconcetant. «Penso que és una sagrada bona pel·lícula», reconeixia Ford. Tenia força raó!"[4]
- Jean-Pierre Coursodon i Bertrand Tavernier: "Tanmateix aquesta amargor és exempta de tota resignació. Al contrari, totes les últimes realitzacions testimonien una joventut d'esperit, d'una voluntat de rebel·lar-se, de cridar a Amèrica algunes veritats. Veure Set dones , aquest cant del cigne desigual, però trasbalsador i moralment molt violent, fins i tot en l'aspecte religiós. D'un sol cop, Ford destrueix tots els valors de la burgesia americana i exalta un personatge ateu que no es converteix, contradient una vegada de més les idees rebudes, que sempre ha volgut catalogar segons les seves pròpies normes, aquest gegant que la supera."[5]
- Joseph Mc Bride:  Set dones  recordava a Ford la novel·la de Maupassant, Boule-de-Suif, que li havia servit de model oficiós per al seu atac càustic de la hipocresia burgesa a Stagecoach. La doctora Cartwright (Anne Bancroft), bevedora de whisky en pantaló i humanista que se sacrificarà pels altres, s'inscriu en la tradició fordiena representada amb més d'un personatge. No debades, recorda alhora Dallas i el doctor Boone, però Anne Bancroft recorda que Ford l'anomenava "Duke". "I he intentat ser John Wayne"! Amb el seu humor tocant a terra, la seva sensualitat i la seva punxant absència d'arrels, Cartwright s'assembla també al personatge d'Ava Gardner a Mogambo.[6]